# صخباء
صخباء أو أرغية (الاسم العلمي: Argya)، جنس طير من الجواثم وفصيلة البهدليات. الكثير من أنواعه تم وضعها في السابق في أجناس أخرى بما في ذلك الغرلوقة والثرثارة. يضم 17 نوع